# Черкасово (Алтайский край)
Черкасово — село в Кытмановском районе Алтайского края. Входит в состав Октябрьского сельсовета.

## География
Расположено в юго-западной части района, на левом берегу реки Харабы.

## История
В 1926 году в селе имелось 293 хозяйства и проживал 1561 человек (767 мужчин и 794 женщины). В национальном составе населения того периода преобладали русские. Действовали школа I ступени и лавка общества потребителей. В административном отношении являлось центром Черкасовского сельсовета Верх-Чумышского района Барнаульского округа Сибирского края.

## Население
| 1926 | 1997 | 1998 | 1999 | 2000 | 2001 | 2002 | 2003 | 2004 | 2005 |
| ---- | ---- | ---- | ---- | ---- | ---- | ---- | ---- | ---- | ---- |
| 1561 | ↘438 | ↗445 | →445 | ↗448 | ↘426 | ↘419 | ↘407 | ↘373 | ↗377 |
| 2006 | 2007 | 2008 | 2009 | 2010 | 2011 | 2012 | 2013 |      |      |
| ↗382 | ↘372 | →372 | ↘337 | ↘272 | ↘271 | ↘253 | ↘238 |      |      |

Национальный состав
Согласно результатам переписи 2002 года, в национальной структуре населения русские составляли 94 %.